# Wanderson do Carmo
Francisco Wanderson do Carmo Carneiro (Baturité, 18 de fevereiro de 1986), mais conhecido apenas como Wanderson, é um ex-futebolista brasileiro que atuava como atacante.

## Carreira
Começou a carreira no Tiradentes-CE e também passou pelo Ferroviário, até ser comprado pelo Fortaleza em 2006. Pelo Tricolor de Aço, jogou a Série A do Campeonato Brasileiro de 2006, logo depois sendo vendido ao futebol sueco para atuar pelo GAIS, em 2007. Foi artilheiro da Allsvenskan de 2009 com 18 gols, juntamente com Tobias Hysén.[carece de fontes?]

## Prêmios individuais
GAIS
- Artilheiro do Campeonato Sueco: 2009 (18 gols)[2][3][4]

Krasnodar
- Artilheiro da Premier League Russa: 2012–13 (13 gols)[carece de fontes?]